# Poospiza cinerea
Poospiza cinerea là một loài chim trong họ Thraupidae.